# جاناتان کی کوان
جاناتان کی کوان (انگلیسی: Jonathan Ke Quan؛ زادهٔ ۲۰ اوت ۱۹۷۱) که با نام که هوی کوان (انگلیسی: Ke Huy Quan) نیز شناخته می‌شود، یک هنرپیشه و بدلکار آمریکایی است. کوان در فیلم ایندیانا جونز و معبد مرگ (۱۹۸۴) و در گونیز (۱۹۸۵) بازی کرد. او در دو فصل از سال ۱۹۹۰ تا ۱۹۹۱ در نقش جاسپر کوانگ در کمدی برتر کلاس همبازی شد. کوان در اواخر دهه ۱۹۹۰، زمانی که مدرک فیلم خود را از دانشکده هنرهای سینمایی یواس‌سی دریافت کرد، بازیگری را به دلیل کمبود فرصت متوقف کرد. او سپس به عنوان هماهنگ‌کنندهٔ بدلکاری و دستیار کارگردان کار کرد.
کوان در سال ۲۰۲۱ به بازیگری بازگشت و در نقش ویموند در فیلم علمی تخیلی و کمدی-درام همه‌چیز همه‌جا به یکباره (۲۰۲۲) ظاهر شد که تحسین گسترده‌ای را به همراه داشت و جوایز بسیاری از جمله جایزه گلدن گلوب و جایزه اسکار بهترین بازیگر نقش مکمل مرد را به دست آورد. کوان یکی از دو بازیگر آسیایی‌تبار تاریخ است که برنده جایزه اسکار بهترین بازیگر نقش مکمل مرد شده‌است (دیگری هاینگ اس. انگور است). با برنده‌شدن در جوایز انجمن بازیگران فیلم در سال ۲۰۲۳، او اولین مرد آسیایی شد که در رده بازیگر نقش مکمل فیلم برنده شده‌است. مجلۀ تایم در سال ۲۰۲۳ او را یکی از ۱۰۰ شخص تاثیرگذار در جهان نامید.

## سنین جوانی و تحصیل
کوان در ۲۰ اوت ۱۹۷۱ در سایگون، ویتنام جنوبی (هوشی‌مین امروزی، ویتنام) از والدین ویتنامی چینی‌تبار به دنیا آمد. او هشت خواهر و برادر دارد.
خانواده او در سال ۱۹۷۸ از ویتنام فرار کردند. او، پدرش و پنج خواهر و برادرش به یک اردوگاه پناهندگان در هنگ کنگ رسیدند، در حالی که مادرش و سه خواهر و برادر دیگرشان به مالزی رفته بودند و از آن‌ها جدا شدند. تمام خانواده او در سال ۱۹۷۹ به ایالات متحده مهاجرت کردند.
کوان در دبیرستان کوه گلیسون جونیور در سانلند-تاهانگا، لس آنجلس و دبیرستان آلهامبرا در آلهامبرا، کالیفرنیا، تحصیل کرد. کوان در سال ۱۹۹۹ از دانشکده هنرهای سینمایی یواس‌سی فارغ‌التحصیل شد. پس از فارغ‌التحصیلی، او با کری یوئن در چندین پروژه کار کرد.

## فیلم‌شناسی

### فیلم
| سال  | عنوان                                 | نقش                | توضیحات                                 |
| ---- | ------------------------------------- | ------------------ | --------------------------------------- |
| ۱۹۸۴ | ایندیانا جونز و معبد مرگ              | شورت راوند         | برنده – جایزه هنرمند جوان فیلم آمریکایی |
| ۱۹۸۵ | گونیز                                 | ریچارد «دیتا» وانگ | فیلم آمریکایی                           |
| ۱۹۸۶ | یک دزد نیاز است (糊塗妙賊小神偸)      | گوان کوچولو (小關) | فیلم تایوانی                            |
| ۱۹۸۷ | مسافر (パッセンジャー 過ぎ去りし日々) | ریک                | فیلم ژاپنی                              |
| ۱۹۹۱ | نفس آتشین                             | چارلی مور          | فیلم آمریکایی                           |
| ۱۹۹۲ | انسینو من                             | کیم                | فیلم آمریکایی                           |
| ۱۹۹۶ | دزد دریایی سرخ (紅海盜/飛虎奇兵)      | کوان چیا چیانگ     | فیلم هنگ کنگی                           |
| ۲۰۰۲ | ذفعهٔ دوم                              | سینگ وون           | فیلم هنگ کنگی                           |
| ۲۰۲۱ | در جستجوی اوهانا                      | جورج فان           | فیلم آمریکایی                           |
| ۲۰۲۲ | همه‌چیز همه‌جا به یکباره                | ویموند وانگ        | فیلم آمریکایی                           |
| ۲۰۲۴ | پاندای کونگ‌فوکار ۴                    | هان                | صداپیشه                                 |
| ۲۰۲۴ | الکتریک استیت                         | TBA                |                                         |
| TBA  | با عشق                                | TBA                | نقش اصلی                                |

### تلویزیون
| سال  | عنوان                                   | نقش                  | توضیحات                         |
| ---- | --------------------------------------- | -------------------- | ------------------------------- |
| ۱۹۸۶ | با هم می‌ایستیم                          | سام                  | ۱۹ قسمت                         |
| ۱۹۹۱ | برتر کلاس                               | جسپر کوانک           | نقش اصلی (فصل ۴–۵)              |
| ۱۹۹۱ | قصه‌هایی از سردابه                       | جاش                  | قسمت: «Undertaking Palor»       |
| ۱۹۹۳ | خواجه بزرگ و نجار کوچک (大太監與小木匠) | با داجیا             | بازیگران؛ سریال تایوان ۴۰ قسمتی |
| ۲۰۲۳ | چینی متولد آمریکا                       | جیمی یائو / فردی ونگ | نقش اصلی                        |
| ۲۰۲۳ | لوکی                                    | اوبی                 | فصل دو؛ نقش اصلی                |

## جوایز و نامزدی‌ها
کوان در سال ۲۰۲۳ برنده جایزه گلدن گلوب بهترین بازیگر نقش مکمل مرد و جایزه اسکار بهترین بازیگر نقش مکمل مرد، برای بازی در همه‌چیز همه‌جا به یکباره شد.
| سال  | جایزه                                     | رده                                                      | اثر                      | نتیجه    |
| ---- | ----------------------------------------- | -------------------------------------------------------- | ------------------------ | -------- |
| ۱۹۸۴ | جایزه هنرمند جوان                         | بهترین بازیگر نقش مکمل مرد جوان در یک فیلم سینمایی       | ایندیانا جونز و معبد مرگ | برنده    |
| ۱۹۸۵ | جوایز ساترن                               | بهترین اجرای یک بازیگر جوان                              | ایندیانا جونز و معبد مرگ | نامزدشده |
| ۱۹۸۶ | جایزه هنرمند جوان                         | بهترین بازیگر مرد جوان در یک سریال جدید                  | با هم می‌ایستیم           | برنده    |
| ۲۰۲۲ | حلقه منتقدان فیلم آتلانتا                 | بهترین بازیگر نقش مکمل مرد                               | همه‌چیز همه‌جا به یکباره   | برنده    |
| ۲۰۲۲ | جوایز حلقه منتقدان فیلم سیاه              | بهترین بازیگر نقش مکمل مرد                               | همه‌چیز همه‌جا به یکباره   | برنده    |
| ۲۰۲۲ | انجمن منتقدان فیلم آنلاین بوستون          | بهترین بازیگر نقش مکمل مرد                               | همه‌چیز همه‌جا به یکباره   | برنده    |
| ۲۰۲۲ | انجمن منتقدان فیلم بوستون                 | بهترین بازیگر نقش مکمل مرد                               | همه‌چیز همه‌جا به یکباره   | برنده    |
| ۲۰۲۲ | انجمن منتقدان فیلم شیکاگو                 | بهترین بازیگر نقش مکمل مرد                               | همه‌چیز همه‌جا به یکباره   | برنده    |
| ۲۰۲۲ | انجمن منتقدان فیلم دالاس‌فورت وورث         | بهترین بازیگر نقش مکمل مرد                               | همه‌چیز همه‌جا به یکباره   | برنده    |
| ۲۰۲۲ | جوایز گاتهام                              | عملکرد حمایتی برجسته                                     | همه‌چیز همه‌جا به یکباره   | برنده    |
| ۲۰۲۲ | انجمن منتقدان فیلم وسترن بزرگ نیویورک     | بهترین بازیگر نقش مکمل مرد                               | همه‌چیز همه‌جا به یکباره   | برنده    |
| ۲۰۲۲ | حلقه منتقدان فیلم فلوریدا                 | بهترین بازیگر نقش مکمل مرد                               | همه‌چیز همه‌جا به یکباره   | برنده    |
| ۲۰۲۲ | حلقه منتقدان فیلم فلوریدا                 | بهترین گروه                                              | همه‌چیز همه‌جا به یکباره   | برنده    |
| ۲۰۲۲ | جوایز میان‌فصل انجمن منتقدان هالیوود       | بهترین بازیگر نقش مکمل مرد                               | همه‌چیز همه‌جا به یکباره   | برنده    |
| ۲۰۲۲ | انجمن روزنامه‌نگاران فیلم ایندیانا         | بهترین عملکرد نقش مکمل                                   | همه‌چیز همه‌جا به یکباره   | برنده    |
| ۲۰۲۲ | انجمن منتقدان فیلم لاس وگاس               | بهترین بازیگر نقش مکمل مرد                               | همه‌چیز همه‌جا به یکباره   | برنده    |
| ۲۰۲۲ | انجمن منتقدان فیلم لس آنجلس               | بهترین عملکرد نقش مکمل (با دالی دی لئون به اشتراک گذاشت) | همه‌چیز همه‌جا به یکباره   | برنده    |
| ۲۰۲۲ | انجمن منتقدان فیلم نوادا                  | بهترین بازیگر نقش مکمل مرد                               | همه‌چیز همه‌جا به یکباره   | برنده    |
| ۲۰۲۲ | حلقه منتقدان فیلم نیویورک                 | بهترین بازیگر نقش مکمل مرد                               | همه‌چیز همه‌جا به یکباره   | برنده    |
| ۲۰۲۲ | انجمن منتقدان فیلم کارولینای شمالی        | بهترین بازیگر نقش مکمل مرد                               | همه‌چیز همه‌جا به یکباره   | برنده    |
| ۲۰۲۲ | انجمن منتقدان فیلم تگزاس شمالی            | بهترین بازیگر نقش مکمل مرد                               | همه‌چیز همه‌جا به یکباره   | برنده    |
| ۲۰۲۲ | انجمن منتقدان فیلم تگزاس شمالی            | بهترین گروه بازیگران                                     | همه‌چیز همه‌جا به یکباره   | نامزدشده |
| ۲۰۲۲ | انجمن آنلاین منتقدان فیلم زن              | بهترین مرد مکمل                                          | همه‌چیز همه‌جا به یکباره   | برنده    |
| ۲۰۲۲ | حلقه منتقدان فیلم فیلادلفیا               | بهترین بازیگر نقش مکمل مرد                               | همه‌چیز همه‌جا به یکباره   | برنده    |
| ۲۰۲۲ | حلقه منتقدان فیلم فیلادلفیا               | بهترین گروه بازیگران                                     | همه‌چیز همه‌جا به یکباره   | دوم شد   |
| ۲۰۲۲ | حلقه منتقدان فینکس                        | بهترین بازیگر نقش مکمل مرد                               | همه‌چیز همه‌جا به یکباره   | برنده    |
| ۲۰۲۲ | انجمن منتقدان فیلم فینکس                  | بهترین بازیگر نقش مکمل مرد                               | همه‌چیز همه‌جا به یکباره   | برنده    |
| ۲۰۲۲ | انجمن منتقدان فیلم فینکس                  | بهترین گروه بازیگران                                     | همه‌چیز همه‌جا به یکباره   | برنده    |
| ۲۰۲۲ | جوایز ساترن                               | بهترین بازیگر نقش مکمل مرد                               | همه‌چیز همه‌جا به یکباره   | برنده    |
| ۲۰۲۲ | انجمن منتقدان فیلم جنوب شرقی              | بهترین بازیگر نقش مکمل مرد                               | همه‌چیز همه‌جا به یکباره   | برنده    |
| ۲۰۲۲ | انجمن منتقدان فیلم سنت لوئیس گیت‌وی        | بهترین بازیگر نقش مکمل مرد                               | همه‌چیز همه‌جا به یکباره   | برنده    |
| ۲۰۲۲ | انجمن منتقدان فیلم سنت لوئیس گیت‌وی        | بهترین گروه بازیگران                                     | همه‌چیز همه‌جا به یکباره   | نامزدشده |
| ۲۰۲۲ | جوایز سانست سیرکل                         | بهترین بازیگر نقش مکمل مرد                               | همه‌چیز همه‌جا به یکباره   | برنده    |
| ۲۰۲۲ | انجمن منتقدان فیلم یوتا                   | بهترین بازیگر نقش مکمل مرد                               | همه‌چیز همه‌جا به یکباره   | برنده    |
| ۲۰۲۲ | انجمن منتقدان فیلم یوتا                   | بهترین گروه بازیگران                                     | همه‌چیز همه‌جا به یکباره   | برنده    |
| ۲۰۲۲ | انجمن منتقدان فیلم منطقه واشینگتن، دی.سی. | بهترین بازیگر نقش مکمل مرد                               | همه‌چیز همه‌جا به یکباره   | برنده    |
| ۲۰۲۲ | انجمن منتقدان فیلم منطقه واشینگتن، دی.سی. | بهترین گروه بازیگران                                     | همه‌چیز همه‌جا به یکباره   | نامزدشده |
| ۲۰۲۲ | حلقه زنان منتقد فیلم                      | بهترین بازیگر                                            | همه‌چیز همه‌جا به یکباره   | نامزدشده |
| ۲۰۲۲ | حلقه زنان منتقد فیلم                      | بهترین زوج صحنه (با میشل یئو به اشتراک گذاشت)            | همه‌چیز همه‌جا به یکباره   | برنده    |
| ۲۰۲۳ | جوایز اکتا                                | بهترین بازیگر نقش مکمل مرد                               | همه‌چیز همه‌جا به یکباره   | نامزدشده |
| ۲۰۲۳ | جایزه فیلم‌های ای‌ای‌آرپی برای بزرگسالان     | بهترین بازیگر نقش مکمل مرد                               | همه‌چیز همه‌جا به یکباره   | نامزدشده |
| ۲۰۲۳ | نود و پنجمین دوره جوایز اسکار             | بهترین بازیگر نقش مکمل مرد                               | همه‌چیز همه‌جا به یکباره   | برنده    |
| ۲۰۲۳ | اتحاد زنان روزنامه‌نگار سینما              | بهترین بازیگر نقش مکمل مرد                               | همه‌چیز همه‌جا به یکباره   | برنده    |
| ۲۰۲۳ | انجمن منتقدان فیلم آستین                  | بهترین بازیگر نقش مکمل مرد                               | همه‌چیز همه‌جا به یکباره   | برنده    |
| ۲۰۲۳ | جوایز فیلم بفتا                           | جایزه بفتای بهترین بازیگر نقش مکمل مرد                   | همه‌چیز همه‌جا به یکباره   | نامزدشده |
| ۲۰۲۳ | منتقدان مستقل شیکاگو                      | بهترین بازیگر نقش مکمل مرد                               | همه‌چیز همه‌جا به یکباره   | برنده    |
| ۲۰۲۳ | انجمن منتقدان فیلم کلمبوس                 | بهترین عملکرد نقش مکمل                                   | همه‌چیز همه‌جا به یکباره   | نامزدشده |
| ۲۰۲۳ | انجمن منتقدان فلوریدا مرکزی               | بهترین بازیگر نقش مکمل مرد                               | همه‌چیز همه‌جا به یکباره   | برنده    |
| ۲۰۲۳ | جوایز فیلم منتخب منتقدان                  | بهترین بازیگر نقش مکمل مرد                               | همه‌چیز همه‌جا به یکباره   | برنده    |
| ۲۰۲۳ | جوایز فیلم منتخب منتقدان                  | بهترین گروه بازیگری                                      | همه‌چیز همه‌جا به یکباره   | نامزدشده |
| ۲۰۲۳ | انجمن منتقدان فیلم دنور                   | بهترین بازیگر نقش مکمل مرد                               | همه‌چیز همه‌جا به یکباره   | برنده    |
| ۲۰۲۳ | جایزه نقد دیسکاسین‌فیلم                    | بهترین بازیگر نقش مکمل مرد                               | همه‌چیز همه‌جا به یکباره   | برنده    |
| ۲۰۲۳ | جوایز دوریان                              | عملکرد برجسته نقش مکمل سال                               | همه‌چیز همه‌جا به یکباره   | برنده    |
| ۲۰۲۳ | انجمن منتقدان فیلم جورجیا                 | بهترین بازیگر نقش مکمل مرد                               | همه‌چیز همه‌جا به یکباره   | برنده    |
| ۲۰۲۳ | هشتادمین مراسم گلدن گلوب                  | بهترین بازیگر نقش مکمل مرد                               | همه‌چیز همه‌جا به یکباره   | برنده    |
| ۲۰۲۳ | انجمن منتقدان فیلم هاوایی                 | بهترین بازیگر نقش مکمل مرد                               | همه‌چیز همه‌جا به یکباره   | برنده    |
| ۲۰۲۳ | انجمن منتقدان هالیوود                     | بهترین بازیگر نقش مکمل مرد                               | همه‌چیز همه‌جا به یکباره   | برنده    |
| ۲۰۲۳ | جامعه منتقدان فیلم هیوستون                | بهترین بازیگر نقش مکمل مرد                               | همه‌چیز همه‌جا به یکباره   | برنده    |
| ۲۰۲۳ | جایزه ایندیپندنت اسپیریت                  | بهترین عملکرد نقش مکمل                                   | همه‌چیز همه‌جا به یکباره   | برنده    |
| ۲۰۲۳ | انجمن بین‌المللی سینمافایل                 | بهترین بازیگر نقش مکمل مرد                               | همه‌چیز همه‌جا به یکباره   | نامزدشده |
| ۲۰۲۳ | انجمن منتقدان فیلم آیووا                  | بهترین بازیگر نقش مکمل مرد                               | همه‌چیز همه‌جا به یکباره   | برنده    |
| ۲۰۲۳ | حلقه منتقدان فیلم کانزاس سیتی             | بهترین بازیگر نقش مکمل مرد                               | همه‌چیز همه‌جا به یکباره   | برنده    |
| ۲۰۲۳ | انجمن روزنامه‌نگاران سرگرمی لاتین          | بهترین بازیگر نقش مکمل مرد                               | همه‌چیز همه‌جا به یکباره   | برنده    |
| ۲۰۲۳ | حلقه منتقدان فیلم لندن                    | بازیگر نقش مکمل سال                                      | همه‌چیز همه‌جا به یکباره   | نامزدشده |
| ۲۰۲۳ | اتحاد منتقدان فیلم مینه‌سوتا               | بهترین بازیگر نقش مکمل مرد                               | همه‌چیز همه‌جا به یکباره   | برنده    |
| ۲۰۲۳ | انجمن منتقدان فیلم شهر موسیقی             | بهترین بازیگر نقش مکمل مرد                               | همه‌چیز همه‌جا به یکباره   | برنده    |
| ۲۰۲۳ | انجمن ملی منتقدان فیلم                    | بهترین بازیگر نقش مکمل مرد                               | همه‌چیز همه‌جا به یکباره   | برنده    |
| ۲۰۲۳ | انجمن فیلم داکوتای شمالی                  | بهترین بازیگر نقش مکمل مرد                               | همه‌چیز همه‌جا به یکباره   | برنده    |
| ۲۰۲۳ | حلقه منتقدان فیلم اوکلاهما                | بهترین بازیگر نقش مکمل مرد                               | همه‌چیز همه‌جا به یکباره   | برنده    |
| ۲۰۲۳ | جامعه آنلاین منتقدان فیلم                 | بهترین بازیگر نقش مکمل مرد                               | همه‌چیز همه‌جا به یکباره   | برنده    |
| ۲۰۲۳ | انجمن منتقدان پورتلند                     | بهترین بازیگر نقش مکمل مرد                               | همه‌چیز همه‌جا به یکباره   | برنده    |
| ۲۰۲۳ | انجمن منتقدان فیلم سن دیگو                | بهترین بازیگر نقش مکمل مرد                               | همه‌چیز همه‌جا به یکباره   | نامزدشده |
| ۲۰۲۳ | حلقه منتقدان فیلم سان‌فرانسیسکو            | بهترین بازیگر نقش مکمل مرد                               | همه‌چیز همه‌جا به یکباره   | برنده    |
| ۲۰۲۳ | جشنواره بین‌المللی سنتا باربارا            | جایزه ویرتووس                                            | همه‌چیز همه‌جا به یکباره   | برنده    |
| ۲۰۲۳ | جایزه ستلایت                              | بهترین بازیگر نقش مکمل مرد – فیلم سینمایی                | همه‌چیز همه‌جا به یکباره   | برنده    |
| ۲۰۲۳ | جوایز انجمن بازیگران فیلم                 | بازیگر نقش مکمل مرد برجسته                               | همه‌چیز همه‌جا به یکباره   | برنده    |
| ۲۰۲۳ | جوایز انجمن بازیگران فیلم                 | گروه بازیگران برجسته در یک فیلم سینمایی                  | همه‌چیز همه‌جا به یکباره   | برنده    |
| ۲۰۲۳ | انجمن منتقدان فیلم سیاتل                  | بهترین بازیگر نقش مکمل مرد                               | همه‌چیز همه‌جا به یکباره   | برنده    |
| ۲۰۲۳ | انجمن منتقدان فیلم تورنتو                 | بهترین بازیگر نقش مکمل مرد                               | همه‌چیز همه‌جا به یکباره   | برنده    |
| ۲۰۲۳ | حلقه منتقدان فیلم ونکوور                  | بهترین بازیگر نقش مکمل مرد                               | همه‌چیز همه‌جا به یکباره   | نامزدشده |